# 高橋豪仁
高橋豪仁（たかはし ひでさと 1962年- ）は日本の体育学者。専門分野はスポーツ社会学（スポーツ観戦研究など）。近年は私設応援団などに関する研究も行っている。

## 人物
熱烈な広島東洋カープファンであり、私設応援団である神戸中央会でトランペットを吹いていた。

## 来歴
- 広島大学附属福山高等学校[1]から広島大学教育学部を1985年卒業。
- 筑波大学体育科学研究科博士課程を1988年退学[2]。
- 1988年より徳島文理大学講師。
- 1997年より奈良教育大学教育学部助教授。
- 2008年より同大学教授[3]。

## 受賞歴
- 秩父宮記念スポーツ医・科学賞奨励賞 2004年

## 著書
- 『スポーツ応援文化の社会学』（世界思想社、2011年）ISBN 978-4-7907-1507-8